# Friedrich Lorentz (Slawist)
Friedrich Wilhelm Oloff Johannes Lorentz (* 28. Dezember 1870 in Güstrow, Mecklenburg; † 27. April 1937 in Zoppot, Freie Stadt Danzig) war ein deutscher Privatgelehrter und Slawist.

## Leben
Lorentz' Eltern waren Friedrich Ludwig Ernst Lorentz, Kassenrechner in Güstrow, und Luise Maria Karolina Brunswig. 
Nach dem Studium der Indogermanistik  und Slawistik an der Universität Leipzig promovierte er dort 1894 mit der Dissertation Über das schwache Präteritum des Germanischen und verwandte Bildungen der Schwestersprachen zum Dr. phil. Einer seiner Lehrer war Eduard Sievers gewesen.  Nach der Promotion schlug er sich als Privatgelehrter durch; für eine Habilitation fehlten ihm die finanziellen Mittel. Nachdem er eine Zeitlang in Wismar gelebt hatte, zog er nach Karthaus um, in  eine Gegend mit einem hohen kaschubischen Bevölkerungsanteil. Er widmete sich nun hauptsächlich der Erforschung der kaschubischen Sprache. Es gelang ihm, ausgezeichnete phonetische Dialektaufnahmen zu machen, die für weitere wissenschaftliche Auswertungen herangezogen werden konnten. Die Petersburger Akademie der Wissenschaften, die den Wert seiner Untersuchungen erkannt hatte, förderte als erste den Druck seiner Arbeiten. Mit seinen Werken rettete er eine vom Aussterben bedrohte Mundart, die slowinzische Sprache, zumindest für die Wissenschaft. Er befasste sich auch mit besonderen kaschubischen Dialekten.
Über die Erforschung von Ortsnamen wuchs sein Interesse an der Geschichte und der Volkskunde der betreffenden Länder. Er gründete den Verein für Volkskunde der Kaschuben und gab 1908–1913 dessen Mitteilungen heraus. Er veröffentlichte zahlreiche Aufsätze über Einzeluntersuchungen auf dem Gebiet der Volks- und Landeskunde der Kaschuben in westpreußischen und pommerschen wissenschaftlichen Zeitschriften. Sein Großes Kaschubisches Wörterbuch, an dem er bis 1933 für die Preußische Akademie der Wissenschaften arbeitete blieb unvollendet: das der Kommission vorgelegte handschriftlich abgeschlossene Manuskript umfasste 2747 eng beschriebene Seiten und reicht nur bis zum Ende des Buchstabens P.
Seit 1927 war er auch tätiger Mitarbeiter am Ostland-Institut in Danzig. Er war seit 1925 korrespondierendes Mitglied der Akademie der Wissenschaften der UdSSR zu Leningrad und Mitglied beim Institut zachodniosłowiański Posen. In Zoppot hatte Lorentz im Haus Eichendorffstraße 7 gewohnt.

## Werke (Auswahl)
- Über das schwache Präteritum des Germanischen und verwandte Bildungen der Schwestersprachen, 1894.
- Slovinzische Grammatik. Petersburg 1903 (236 Seiten).
- Slovinzische Texte, 1905.
- Slovinzisches Wörterbuch. Band 1, 1908; Band 2, 1912 (815 Seiten).
- Kaschubische Grammatik, 1919.
- Deutsche und polnische Namen der wichtigsten Ortschaften Westpreußens links der Weichsel, 1919 (16 Seiten).
- Der Name Danzigs, 1920 (84 Seiten).
- Polskie i kaszubskie nazwy miejscowości na Pomorzu kaszubskiem, 1923.
- Teksty pomorskie (kaszubskie). Krakau 1912–1925.
- Geschichte der pomeranischen (kaschubischen) Sprache. (in Grundriss der slavischen Philologie und Kulturgeschichte, hrsg. von Reinhold Trautmann und Max Vasmer) Walter de Gruyter, Berlin Leipzig 1925 Digitalisat Kaschubisch-Pommernsches Museum (Muzeum Piśmiennictwa i Muzyki Kaszubsko-Pomorskiej w Wejherowie)
- Geschichte der Kaschuben, Berlin 1926 (97 Seiten).
- Gramatyka pomorska. Band 1, Posen 1927; Band 2, Posen 1929.
- Die kaschubischen Ortsnamen nebst Ableitungen. Verlag der Akademie der Wissenschaften, Berlin 1933 (65 Seiten).
- Die Kultur Pommeraniens im frühen Mittelalter auf Grund der Ausgrabungen, 1933.
- Der kaschubische Dialekt von Gorrenschyn. Akademie Verlag, Berlin 1959 (84 Seiten.)
- Slawische Namen Hinterpommerns: Pomorze zachodnie, 1964 (150 Seiten).

Als Herausgeber
- Mitteilungen des Vereins für kaschubische Volkskunde (1908–1913, gemeinsam mit J. Gulgowski).